# Wang Zhen
Wang Zhen, född 24 augusti 1991 i Heilongjiang, Kina, är en kinesisk friidrottare.
Wang blev olympisk bronsmedaljör på 20 kilometer gång vid sommarspelen 2012 i London.